# Orenaia arcticalis
Orenaia arcticalis là một loài bướm đêm trong họ Crambidae.